# The Meaning of Life (canção)
"The Meaning of Life" é um single da banda estadunidense The Offspring, lançado em 15 de agosto de 1997 pela gravadora Columbia Records.

## Faixas[1]
1. "The Meaning of Life" – 2:55
2. "I Got a Right" (cover de The Stooges) – 2:19
3. "Smash It Up" (ao vivo; cover de The Damned) – 3:01